# Mogilany (Białoruś)
Mogilany (biał. Магіляны, Mahilany; ros. Могиляны, Mogilany) – wieś na Białorusi, w obwodzie grodzieńskim, w rejonie brzostowickim, w sielsowiecie Koniuchy.
Wieś magnacka położona była w końcu XVIII wieku  w powiecie grodzieńskim województwa trockiego.
W dwudziestoleciu międzywojennym wieś leżała w Polsce, w województwie białostockim, w powiecie grodzieńskim, w gminie Indura.
Według Powszechnego Spisu Ludności z 1921 roku wieś zamieszkiwało 250 osób, wszystkie były wyznania prawosławnego. Jednocześnie 169 mieszkańców zadeklarowało polską przynależność narodową a 81 białoruską. Były tu 34 budynki mieszkalne.
Miejscowość należała do parafii rzymskokatolickiej i parafii prawosławnej w Indurze.
Podlegała pod Sąd Grodzki w Indurze i Okręgowy w Grodnie; właściwy urząd pocztowy mieścił się w Indurze.